# Liste der Kulturdenkmale in Delve
In der Liste der Kulturdenkmale in Delve sind alle Kulturdenkmale der schleswig-holsteinischen Gemeinde Delve (Kreis Dithmarschen) aufgelistet (Stand: 10. März 2025).

## Legende
In den Spalten befinden sich folgende Informationen:
- Objekt-ID: die Nummer des Kulturdenkmales
- Lage: die Adresse des Kulturdenkmales und die geographischen Koordinaten. Kartenansicht, um Koordinaten zu setzen. In der Kartenansicht sind Kulturdenkmale ohne Koordinaten mit einem roten Marker dargestellt und können in der Karte gesetzt werden. Kulturdenkmale ohne Bild sind mit einem blauen Marker gekennzeichnet, Kulturdenkmale mit Bild mit einem grünen Marker.
- Offizielle Bezeichnung: Bezeichnung des Kulturdenkmales
- Beschreibung: die Beschreibung des Kulturdenkmales
- Bild: ein Bild des Kulturdenkmales

## Sachgesamtheiten
| Objekt-ID      | Lage                                        | Offizielle Bezeichnung | Beschreibung | Bild                             |
| -------------- | ------------------------------------------- | ---------------------- | --- | -------------------------------- |
| 40542 Wikidata | An der Kirche (54° 18′ 12″ N, 9° 15′ 14″ O) | Kirche St. Marien      | Alteintragung (Aktualisierung vorgesehen) - Begründung: geschichtlich, künstlerisch, städtebaulich, Kulturlandschaft prägend - Schutzumfang: Kirche St. Marien mit Ausstattung, Glockenturm, Kirchhof, Feldsteinwall, Lindenreihe | weitere Fotos \| Fotos hochladen |

## Bauliche Anlagen
| Objekt-ID     | Lage                                        | Offizielle Bezeichnung            | Beschreibung | Bild                             |
| ------------- | ------------------------------------------- | --------------------------------- | --- | -------------------------------- |
| 1669 Wikidata | An der Kirche (54° 18′ 12″ N, 9° 15′ 14″ O) | Kirche St. Marien mit Ausstattung | Alteintragung (Aktualisierung vorgesehen) - Begründung: geschichtlich, künstlerisch, städtebaulich - Schutzumfang: Kirche St. Marien mit Ausstattung, Glockenturm - Denkmaltyp: Bauliche Anlage, Sachgesamtheit: Kirche St. Marien | weitere Fotos \| Fotos hochladen |

## Gründenkmale
| Objekt-ID      | Lage                                        | Offizielle Bezeichnung | Beschreibung | Bild            |
| -------------- | ------------------------------------------- | ---------------------- | --- | --------------- |
| 19610 Wikidata | An der Kirche (54° 18′ 12″ N, 9° 15′ 14″ O) | Kirchhof               | Kirchhof, Feldsteinwall, Lindenreihe; Alteintragung (Aktualisierung vorgesehen) - Begründung: geschichtlich, Kulturlandschaft prägend - Schutzumfang: Kirchhof, Feldsteinwall, Lindenreihe - Denkmaltyp: Gründenkmal, Sachgesamtheit: Kirche St. Marien | Fotos hochladen |

## Quelle
- Liste der Kulturdenkmale in Schleswig-Holstein – Kreis Dithmarschen (PDF)

- Karte mit allen Koordinaten:
- OSM |
- WikiMap